# Magda Steczkowska
Magdalena Barbara "Magda" Steczkowska, född 21 september 1975 i Rzeszów, är en polsk sångerska.
Sedan 2001 är Steczkowska sångerska i musikgruppen Indigo och har givit ut tre album tillsammans med dem. Hon har även haft en omfattande karriär som körsångerska för flera av Polens stora artister, däribland för systern Justyna Steczkowska och för Robert Chojnacki. Hon är även utbildad altviolinist.
Magda Steczkowska deltog i Eurovision Song Contest 1995 som körsångerska bakom Justyna Steczkowska. De framförde bidraget Sama och kom på 18:e plats med 15 poäng.
Steczkowska är gift med musikern Piotr Królik, också han medlem av Indigo.

## Diskografi (med Indigo)
- Ultrakolor (2003)
- Cuda (2009)
- Pełnia (2012)